# 로빈 터니
로빈 터니(Robin Tunney, 1972년 6월 19일 ~ )는 미국의 배우이다.

## 출연 작품

### 영화
- 버티칼 리미트
- 엔드 오브 데이즈
- 엠파이어 레코드
- 위험한 사돈
- 호스 걸

### 드라마
- 프리즌 브레이크
- 멘탈리스트
- 닥터하우스